# Jostein
Jostein (st. nord. Ióstæinn, Iósteinn, Jósteinn, st. duń. Iosten, st. szw. Josten) – imię męskie pochodzenia skandynawskiego. Wywodzi się od st. nord. iō – koń i steinn lub stæinn – kamień. Podobne brzmienie z łacińskim imieniem Justyn jest przypadkowe, choć formę Justin uważa się za wariant Josteina.
Imieniny obchodzi 2 lutego. Za żeński odpowiednik Josteina uważa się imię Justina. 
Warianty imienia w różnych językach:
- język duński – Jostein
- język farerski – Jóstein
- język islandzki – Jósteinn
- język norweski – Jostein, Jøstein, Jøsten
- język staroduński – Iosten
- język staronordyjski – Ióstæinn, Iósteinn, Jósteinn
- język staroszwedzki – Josten
- język szwedzki – Jostein

Znane osoby noszące to imię:
- Dag Jostein Fjærvoll (1947–) – norweski polityk Chrześcijańskiej Partii Ludowej
- Jostein Flo (1964–) – były norweski piłkarz
- Jostein Gaarder (1952–) – norweski pisarz, autor książek filozoficznych i literatury pięknej
- Jostein Hasselgård (1979–) – norweski piosenkarz
- Bjørn Jostein Singstad (1990–) – norweski wioślarz
- Jostein Smeby, również Jostein Smedbye (1977–) – norweski skoczek narciarski
- Jostein Stordahl (1966–) – norweski niepełnosprawny sportowiec, dwukrotny mistrz świata w curlingu na wózkach
- Jostein Wilmann (1953–) – norweski kolarz szosowy, brązowy medalista mistrzostw świata